# Elio Fusco
Emilio Fusco, detto Elio (Napoli, 17 giugno 1933 – 14 ottobre 2009), è stato un rugbista a 15 e allenatore di rugby a 15 italiano, attivo in carriera nel ruolo di mediano di mischia.
Fu due volte campione d'Italia con la Partenope e 11 volte internazionale per l'Italia

## Biografia
Esordiente in serie A nel 1949-50 con la maglia del Napoli, Fusco ebbe una breve esperienza a Roma nel 1952-53 durante il servizio militare nelle file della S.S. Lazio; tornato a Napoli, si unì alla neonata Partenope, squadra nella quale militò per 16 stagioni.
Nel 1960 esordì con una meta in nazionale ad Hannover contro la Germania Ovest, contribuendo alla vittoria 11-3; nel 1963 fu uno dei protagonisti della c.d. pasqua amara di Grenoble contro la Francia, una sconfitta 12-14 maturata all'ultimo minuto; fino al 1966 furono 11 gli incontri (l'ultimo, a quasi 6 anni esatti dal suo debutto, il 9 aprile contro la Francia proprio a Napoli, all'Arenaccia, sconfitta 0-21 in Coppa delle Nazioni), con 2 mete (singolarmente, anche la seconda meta fu segnata contro la Germania Ovest, a Bologna nel 1964).
Nel 1961 Fusco, già capitano della Partenope, ne divenne giocatore-allenatore; nel 1963 e nel 1964 la squadra da lui guidata giunse due volte terza, e nel 1965 si aggiudicò il suo primo titolo con una giornata d'anticipo; lo stesso successe la stagione successiva, quando la squadra vinse il suo secondo scudetto.
Quando la sezione rugbistica della Polisportiva Partenope si sciolse nel 1969 Fusco si trasferì all'Amatori Catania, dove terminò la carriera nel 1973 a 40 anni.
Alla ricostituzione della squadra nel 1983, Fusco ne riassunse la guida tecnica, incarico che tenne fino al 1992 e, successivamente, per una stagione nel 2002-03.
Tra i risultati raggiunti in tale periodo la promozione in serie A/2 nel 1989 e due promozioni in A/1 mancate ai playoff, nel 1990 e 1991.
Sofferente di cuore, si sottopose negli Stati Uniti a un'operazione di bypass aorto-coronarico; il 14 ottobre 2009 morì nella sua casa a Napoli a causa di una crisi cardiaca.
In segno di lutto la Federazione Italiana Rugby dispose, per la successiva giornata di gare ufficiali, un minuto di silenzio su tutti i campi di gioco.
Dei quattro figli di Elio Fusco, due intrapresero carriera sportiva a livello internazionale: Carolina, tuffatrice, vincitrice di 9 titoli italiani e medagliata ai Giochi del Mediterraneo 1979 a Spalato, e Alessandro, rugbista anch'egli e nazionale italiano a sua volta.

## Palmarès
- Campionati italiani: 2
Partenope: 1964-65, 1965-66